# Coupe des champions de la CONCACAF 1995
Navigation
Édition précédente Édition suivante
La Coupe des champions de la CONCACAF 1995 était la trente-et-unième édition de cette compétition.
Il y a eu un changement de format lors de cette édition, en effet les quatre équipes qualifiées pour la phase finale se disputaient le titre au sein d'un mini championnat dont le vainqueur était la mieux placée des quatre.
La phase finale s'est jouée à San José (Costa Rica) et a été remportée par le Deportivo Saprissa devant le CSD Municipal.

## Participants
Un total de 29 équipes provenant d'un maximum de 16 nations pouvaient participer au tournoi. Elles appartenaient aux zones Amérique du Nord, Amérique centrale et Caraïbes de la CONCACAF.
Le tableau des clubs qualifiés était le suivant :
| Nation                      | Club                            | Raison de qualification                        |
| Zone Amérique centrale/Nord |                                 |                                                |
| Deuxième tour               |                                 |                                                |
| Costa Rica                  | Deportivo Saprissa              | Champion du Costa Rica 1993-94.                |
| Costa Rica                  | LD Alajuelense                  | Second du championnat du Costa Rica 1993-94.   |
| Belize                      | Acros Crystal                   | Champion du Belize 1994-95.                    |
| Belize                      | Real Verdes                     | Second du championnat du Belize 1994-95.       |
| Honduras                    | CD Motagua                      | Second du championnat du Honduras 1993-94.     |
| Salvador                    | Alianza FC                      | Champion du Salvador 1993-94.                  |
| Guatemala                   | CSD Municipal                   | Champion du Guatemala 1993-94.                 |
| Nicaragua                   | Deportivo Bautista              | Second du championnat du Nicaragua 1994.       |
| Premier tour                |                                 |                                                |
| Mexique                     | UAG Tecos                       | Champion du Mexique 1993-94.                   |
| Mexique                     | Santos Laguna                   | Second du Champion du Mexique 1993-94.         |
| Honduras                    | Real España                     | Champion du Honduras 1993-94.                  |
| Salvador                    | Club Deportivo FAS              | Second du championnat du Salvador 1993-94.     |
| Guatemala                   | CSD Comunicaciones              | Troisième du championnat du Guatemala 1993-94. |
| Nicaragua                   | Juventus Managua                | Champion du Nicaragua 1994.                    |
| Panama                      | Bravos del Projusa              | Méthode de qualification inconnue.             |
| Panama                      | Deportivo Árabe Unido           | Méthode de qualification inconnue.             |
| Zone Caraïbes               |                                 |                                                |
| Deuxième tour               |                                 |                                                |
| Guyana                      | Topp XX                         | Méthode de qualification inconnue.             |
| Guyane                      | US Sinnamary                    | Champion de Guyane 1993-94.                    |
| Martinique                  | Aiglon du Lamentin              | Second du championnat de Martinique 1993-94.   |
| Premier tour                |                                 |                                                |
| Guyana                      | Beacon FC                       | Méthode de qualification inconnue.             |
| Guyane                      | AS Javouhey                     | Second du championnat de Guyane 1993-94.       |
| Haïti                       | Football Inter Club Association | Champion d'Haïti 1993-94.                      |
| Haïti                       | AS Capoise                      | Second du championnat d'Haïti 1993-94.         |
| Aruba                       | SV Racing Club Aruba            | Champion d'Aruba 1994.                         |
| Aruba                       | River Plate Aruba               | Second du championnat d'Aruba 1994.            |
| Suriname                    | Corona Boys                     | Méthode de qualification inconnue.             |
| Guadeloupe                  | CS Moulien                      | Méthode de qualification inconnue.             |
| République dominicaine      | San Cristobal Bancredicard      | Champion de la République dominicaine 1994.    |
| Martinique                  | Club Franciscain                | Champion de la Martinique 1993-94.             |

## Calendrier
| Tour                          | Nom                    | Date                   | Équipes participantes | Équipes restantes |
| Phase de qualification (1995) |                        |                        |                       |                   |
| 1                             | Phase de qualification | 19 février - 2 octobre | 28                    | 28 à 4            |
| Phase finale (1995)           |                        |                        |                       |                   |
| 1                             | Matchs 1               | 13 décembre            | 4                     | 4 à 1             |
| 2                             | Matchs 2               | 15 décembre            | 4                     | 4 à 1             |
| 3                             | Matchs 3               | 17 décembre            | 4                     | 4 à 1             |

## Compétition

### Phase de qualification

#### ZoneAmérique centrale/Nord

##### Premier tour
| Date                    | Pays | Club               | Aller | Retour | Club                  | Pays | Commentaire              |
| 18 / 22 mars 1995       |      | Club Deportivo FAS | 4-0   | 1-1    | Deportivo Árabe Unido |      | Matchs joués au Salvador |
| 22 mars / 26 avril 1995 |      | CSD Comunicaciones | 1-3   | 1-4    | UAG Tecos             |      |                          |
| 2 / 29 avril 1995       |      | Juventus Managua   | 1-1   | 1-1    | Projusa               |      | Prolongations : 0-1      |
| 19 avril / 3 mai 1995   |      | Real España        | 1-1   | 2-6    | Santos Laguna         |      |                          |

##### Deuxième tour
| Date                     | Pays | Club               | Aller | Retour | Club               | Pays | Commentaire |
| 19 fév. / 12 mars 1995   |      | CD Motagua         | 0-1   | 0-3    | Deportivo Saprissa |      |             |
| 12 / 30 mars 1995        |      | Real Verdes        | 0-3   | 0-3    | CSD Municipal      |      |             |
| 19 / 22 mars 1995        |      | Acros Crystal      | 2-1   | 1-4    | LD Alajuelense     |      |             |
| 26 mars / 1er avril 1995 |      | Deportivo Bautista | 0-2   | 2-3    | Alianza FC         |      |             |
| 4 / 9 juin 1995          |      | Bravos del Projusa | 0-5   | 0-10   | UAG Tecos          |      |             |
| 22 / 30 juillet 1995     |      | Club Deportivo FAS | 3-0   | 0-0    | Santos Laguna      |      |             |

##### Troisième tour
| Date                   | Pays | Club               | Aller | Retour | Club           | Pays | Commentaire         |
| 7 / 14 juin 1995       |      | Deportivo Saprissa | 3-1   | 1-1    | Alianza FC     |      |                     |
| 24 août / 3 sept. 1995 |      | UAG Tecos          | 2-1   | 1-2    | LD Alajuelense |      | Prolongations : 0-1 |
| 2 sept. / 2 oct. 1995  |      | Club Deportivo FAS | 2-2   | 0-2    | CSD Municipal  |      |                     |

#### ZoneCaraïbes

##### Premier tour
Le SV Racing Club Aruba a déclaré forfait avant la première confrontation, la CONCACAF a alors déclaré vainqueur son adversaire.
Le Club Franciscain a quant à lui déclaré forfait entre les deux confrontations, l'AS Capoise qui avait remporté le premier match a donc été déclaré vainqueur.
| Date                    | Pays | Club                       | Aller   | Retour  | Club                            | Pays | Commentaire |
| 15 / 29 mars 1995       |      | AS Jahouvey                | 1-1     | 0-2     | Corona Boys                     |      |             |
| 15 mars / 2 avril 1995  |      | CS Moulien                 | 4-1     | 0-2     | River Plate Aruba               |      |             |
| 19 mars / 16 avril 1995 |      | San Cristobal Bancredicard | 1-1     | 0-1     | Football Inter Club Association |      |             |
| 22 mars 1995            |      | Club Franciscain           | 0-1     | Forfait | AS Capoise                      |      |             |
| Dates inconnus          |      | SV Racing Club Aruba       | Forfait | Forfait | Beacon FC                       |      |             |

##### Deuxième tour
L'AS Capoise, l'Aiglon du Lamentin et l'US Sinnamary ont déclaré forfait avant la première confrontation, la CONCACAF a alors déclaré vainqueur leurs adversaires.
| Date                  | Pays | Club                            | Aller   | Retour  | Club               | Pays | Commentaire                       |
| 20 mai / 16 juin 1995 |      | Topp XX                         | Forfait | Forfait | AS Capoise         |      |                                   |
| 20 mai / 16 juin 1995 |      | Corona Boys                     | 1-0     | 0-1     | CS Moulien         |      | Victoire aux tirs au but (4 à 2). |
| 20 mai / 16 juin 1995 |      | Beacon FC                       | Forfait | Forfait | Aiglon du Lamentin |      |                                   |
| 20 mai / 16 juin 1995 |      | Football Inter Club Association | Forfait | Forfait | US Sinnamary       |      |                                   |

##### Troisième tour
Le Football Inter Club Association a déclaré forfait avant la première confrontation, la CONCACAF a alors déclaré vainqueur leur adversaire.
| Date                  | Pays | Club       | Aller   | Retour  | Club                            | Pays | Commentaire                       |
| 12 / 19 novembre 1995 |      | Topp XX    | 2-0     | 2-4     | Beacon FC                       |      | Victoire aux tirs au but (5 à 4). |
| 12 / 19 novembre 1995 |      | CS Moulien | Forfait | Forfait | Football Inter Club Association |      |                                   |

##### Quatrième tour
Le Topp XX déclare forfait avant la première confrontation, la CONCACAF a alors déclaré vainqueur leur adversaire.
| Date                  | Pays | Club       | Aller   | Retour  | Club    | Pays | Commentaire |
| 23 / 26 novembre 1995 |      | CS Moulien | Forfait | Forfait | Topp XX |      |             |

### Phase Finale
C'est lors de cette édition qu'est intégrée la victoire à trois points pour les rencontres de la Coupe des champions de la CONCACAF.
| Date             | Pays | Club               | Score | Club               | Pays |
| 13 décembre 1995 |      | Deportivo Saprissa | 5-0   | CS Moulien         |      |
| 13 décembre 1995 |      | LD Alajuelense     | 2-3   | CSD Municipal      |      |
| 15 décembre 1995 |      | LD Alajuelense     | 9-1   | CS Moulien         |      |
| 15 décembre 1995 |      | Deportivo Saprissa | 1-0   | CSD Municipal      |      |
| 17 décembre 1995 |      | CSD Municipal      | 10-0  | CS Moulien         |      |
| 17 décembre 1995 |      | LD Alajuelense     | 2-2   | Deportivo Saprissa |      |

| Rang | Équipe             | Pts | J | G | N | P | Bp | Bc | Diff |
| ---- | ------------------ | --- | - | - | - | - | -- | -- | ---- |
| 1    | Deportivo Saprissa | 7   | 3 | 2 | 1 | 0 | 8  | 2  | +6   |
| 2    | CSD Municipal      | 6   | 3 | 2 | 0 | 1 | 13 | 3  | +10  |
| 3    | LD Alajuelense     | 4   | 3 | 1 | 1 | 1 | 13 | 6  | +7   |
| 4    | CS Moulien         | 0   | 3 | 0 | 0 | 3 | 1  | 24 | -23  |

| Champion de la CONCACAF 1995      |
| --------------------------------- |
| Drapeau du Costa Rica             |
| Deportivo Saprissa Deuxième Titre |